# 羽鳥峰

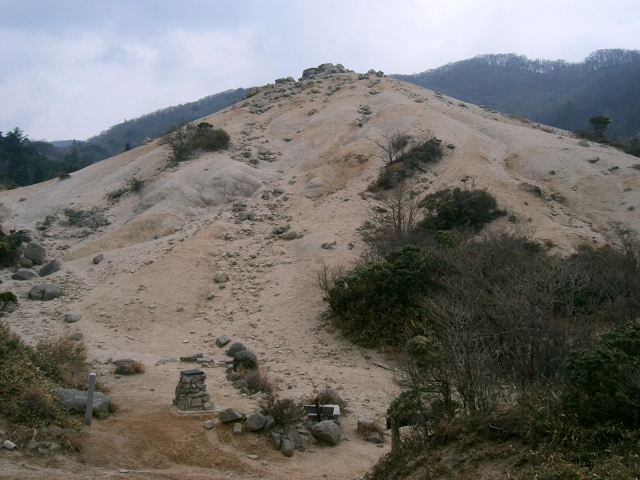
羽鳥峰

羽鳥峰（はとみね）は三重県三重郡菰野町と滋賀県東近江市の境界にある標高823.1mの山。

## 概要
鈴鹿山脈の主稜線にあり、釈迦ヶ岳・猫岳の南側に位置する。三重県側の朝明渓谷からの猫谷に登路があり、この谷には明治時代に作られた石積堰堤が残っている。滋賀県側からは愛知川水系神崎川の支流のヒロ沢に登路がある。稜線付近には羽鳥峰湿原が広がっている。
山頂付近は花崗岩     が露出しており、白い砂地になっている。

## 周辺の山
南側のハト峰と中峠の間には金山、中峠と根の平峠の間には水晶岳（標高954.1m）がある。
| 山容 | 名称     | 標高 (m)             | 三角点等級 基準点名             | 羽鳥峰からの 方角と距離(km) | 備考         |
| ---- | -------- | -------------------- | ------------------------------- | --------------------------- | ------------ |
|      | 釈迦ヶ岳 | 1,091.89             | 三等 「釈迦ケ岳」               | 北東 2.0                    |              |
|      | 羽鳥峰   | 860                  |                                 | 0                           |              |
|      | 国見岳   | 1,170 （標高未確定） |                                 | 南 3.1                      |              |
|      | 御在所岳 | 1,212                | （一等）「御在所山」 (1209.37m) | 南 3.9                      | 日本二百名山 |

## 関連図書
- 『鈴鹿の山 万能ガイド』中日新聞社、2006年9月、pp.78-79頁。ISBN 4-8062-0526-5。
- 『改訂版 三重県の山』山と溪谷社〈新・分県登山ガイド・改訂版〉、2010年8月、pp.28-29頁。ISBN 9784635023733。